# Alfred Maurice Toye
Pour les articles homonymes, voir Toye.
 (octobre 2014).
Si vous disposez d'ouvrages ou d'articles de référence ou si vous connaissez des sites web de qualité traitant du thème abordé ici, merci de compléter l'article en donnant les références utiles à sa vérifiabilité et en les liant à la section « Notes et références ».
Alfred Maurice Toye (15 avril 1897 - 6 septembre 1955) est un militaire britannique. Il fut décoré de la Croix de Victoria, la plus haute distinction pour courage face à l'ennemi pouvant être décernée aux forces d'Angleterre et du Commonwealth.

## Biographie
Toye s'est engagé dans le corps des ingénieurs royaux (Royal Engineers) en tant que trompettiste en 1911, avant d'être assigné dans le régiment du Middlesex.
Il avait 20 ans et était capitaine du second bataillon, régiment du Middlesex de l'armée britannique durant la Première Guerre mondiale, quand les faits pour lesquels il a été décoré se sont déroulés.

### Actes de bravoure
Le 25 mars 1918 à Eterpigny, France, le capitaine Toye fit preuve d'un courage remarquable et de grandes qualités de meneur. À trois reprises, il ré-établit un poste capturé par l'ennemi et, quand ses trois autres postes furent mis hors d'atteinte, il se fraya un passage à travers les lignes ennemies accompagné d'un officier et de six hommes. Il contre-attaqua avec 70 hommes et prit une position qu'il maintint jusqu'à l'arrivée de renforts. Lors de deux opérations ultérieures, il couvrit la retraite de son bataillon et il ré-établira plus tard une position qui avait été perdue avant son arrivée. Il fut blessé à deux reprises mais resta à son poste.
Il atteindra plus tard le rang de brigadier.
Sa Croix de Victoria est aujourd'hui exposée au National Army Museum à Chelsea, Angleterre.